# Kurisawa Ryoichi
Kurisawa Ryoichi (栗澤 僚一 Kurisawa Ryōichi, sinh ngày 5 tháng 9 năm 1982 ở Chiba) là một cầu thủ bóng đá người Nhật Bản thi đấu cho Kashiwa Reysol.

## Thống kê sự nghiệp câu lạc bộ
Cập nhật đến ngày 23 tháng 2 năm 2016.
| Thành tích câu lạc bộ | Thành tích câu lạc bộ | Thành tích câu lạc bộ | Giải vô địch | Giải vô địch | Cúp                   | Cúp                   | Cúp Liên đoàn | Cúp Liên đoàn | Châu lục | Châu lục  | Khác    | Khác      | Tổng cộng | Tổng cộng |
| Mùa giải              | Câu lạc bộ            | Giải vô địch          | Số trận      | Bàn thắng    | Số trận               | Bàn thắng             | Số trận       | Bàn thắng     | Số trận  | Bàn thắng | Số trận | Bàn thắng | Số trận   | Bàn thắng |
| Nhật Bản              | Nhật Bản              | Nhật Bản              | Giải vô địch | Giải vô địch | Cúp Hoàng đế Nhật Bản | Cúp Hoàng đế Nhật Bản | J. League Cup | J. League Cup | AFC      | AFC       | Khác1   | Khác1     | Tổng cộng | Tổng cộng |
| --------------------- | --------------------- | --------------------- | ------------ | ------------ | --------------------- | --------------------- | ------------- | ------------- | -------- | --------- | ------- | --------- | --------- | --------- |
| 2004                  | FC Tokyo              | J1 League             | 6            | 0            | -                     | -                     | 3             | 1             | -        | -         | -       | -         | 9         | 1         |
| 2005                  | FC Tokyo              | J1 League             | 34           | 3            | 2                     | 0                     | 5             | 1             | -        | -         | -       | -         | 41        | 4         |
| 2006                  | FC Tokyo              | J1 League             | 13           | 1            | 1                     | 0                     | 2             | 0             | -        | -         | -       | -         | 16        | 1         |
| 2007                  | FC Tokyo              | J1 League             | 22           | 0            | 3                     | 0                     | 5             | 0             | -        | -         | -       | -         | 30        | 0         |
| 2008                  | FC Tokyo              | J1 League             | 4            | 0            | -                     | -                     | 2             | 0             | -        | -         | -       | -         | 6         | 0         |
| 2008                  | Kashiwa Reysol        | J1 League             | 11           | 1            | 5                     | 0                     | -             | -             | -        | -         | -       | -         | 16        | 1         |
| 2009                  | Kashiwa Reysol        | J1 League             | 32           | 0            | 2                     | 0                     | 4             | 0             | -        | -         | -       | -         | 38        | 0         |
| 2010                  | Kashiwa Reysol        | J2 League             | 31           | 0            | 3                     | 0                     | -             | -             | -        | -         | -       | -         | 34        | 0         |
| 2011                  | Kashiwa Reysol        | J1 League             | 31           | 0            | 3                     | 0                     | 2             | 0             | -        | -         | 3       | 0         | 39        | 0         |
| 2012                  | Kashiwa Reysol        | J1 League             | 26           | 0            | 4                     | 0                     | 3             | 0             | 4        | 0         | -       | -         | 37        | 0         |
| 2013                  | Kashiwa Reysol        | J1 League             | 26           | 0            | 3                     | 0                     | 5             | 0             | 10       | 2         | -       | -         | 44        | 2         |
| 2014                  | Kashiwa Reysol        | J1 League             | 14           | 0            | 0                     | 0                     | 5             | 0             | -        | -         | -       | -         | 19        | 0         |
| 2015                  | Kashiwa Reysol        | J1 League             | 19           | 0            | 2                     | 0                     | 1             | 0             | 3        | 0         | -       | -         | 25        | 0         |
| Tổng                  | Tổng                  | Tổng                  | 269          | 5            | 28                    | 0                     | 37            | 2             | 17       | 2         | 3       | 0         | 354       | 9         |

1Bao gồm Siêu cúp Nhật Bản và Giải bóng đá Cúp câu lạc bộ thế giới.